# Bulbophyllum triflorum
Bulbophyllum triflorum är en orkidéart som först beskrevs av Jacob Gijsbert Samuel van Breda, och fick sitt nu gällande namn av Carl Ludwig von Blume och Friedrich Anton Wilhelm Miquel. Bulbophyllum triflorum ingår i släktet Bulbophyllum och familjen orkidéer. Inga underarter finns listade i Catalogue of Life.